# Rudolf Karrasch
Rudolf Karrasch (* 17. Juli 1916 in Brieg; † 7. Oktober 2012) war ein deutscher Lehrer.

## Werdegang
Der Oberstudiendirektor war von 1957 bis 1976 Landesvorsitzender des Verbandes Bayerischer Berufsschullehrer (VBB) und wurde später zum Ehrenvorsitzenden des Verbandes der Lehrer an beruflichen Schulen in Bayern (VLB) ernannt.

## Ehrungen
- Bayerischer Verdienstorden